# 道格拉斯DC-3
道格拉斯DC-3是一款由道格拉斯飛行器公司生產的雙引擎螺旋槳飛機。它是DC-2的改良版，提供多個民用或軍用版本C-47，使它成為最受歡迎的螺旋槳飛機之一，同時因其在第二次世界大戰中的表現，它被認為是航空史上最具代表性的運輸機之一。

## 簡介
美國航空總裁C·R·史密斯勸說唐納德·道格拉斯為他開發基於DC-2的臥舖客機來取代美航的柯蒂斯T-32客機。而DC-2客艙僅有66英尺（1.7米）寬，不足以並排容納床舖。道格拉斯同意僅在史密斯提出訂購20架飛機的訂單之後開發。道格拉斯公司工程師亞瑟·E·雷蒙德牽頭，在隨後兩年內完成了該飛機的設計，原型機道格拉斯臥舖運輸機（Douglas Sleeper Transport，DST）於1935年12月17日首航。其客艙寬度達93英尺（2300毫米），而擁有21個客座而非14–16個鋪位的版本則獲得了DC-3的編號，首架飛機在第七架DST交付之後交付給美國航空。
DC-3 只需在中途三次加油便能橫越美國東西岸，再加上設置首次於飛機上出現的空中廚房，及能在機艙設置床位，為商業飛行帶來了革命性的突破。在此之前，所有航班都不提供熱餐服務，乘客及機组如需用餐，只能在中途站所在的酒店享用，一旦途经一些落後地區（如非洲）沒有酒店就相當不便。

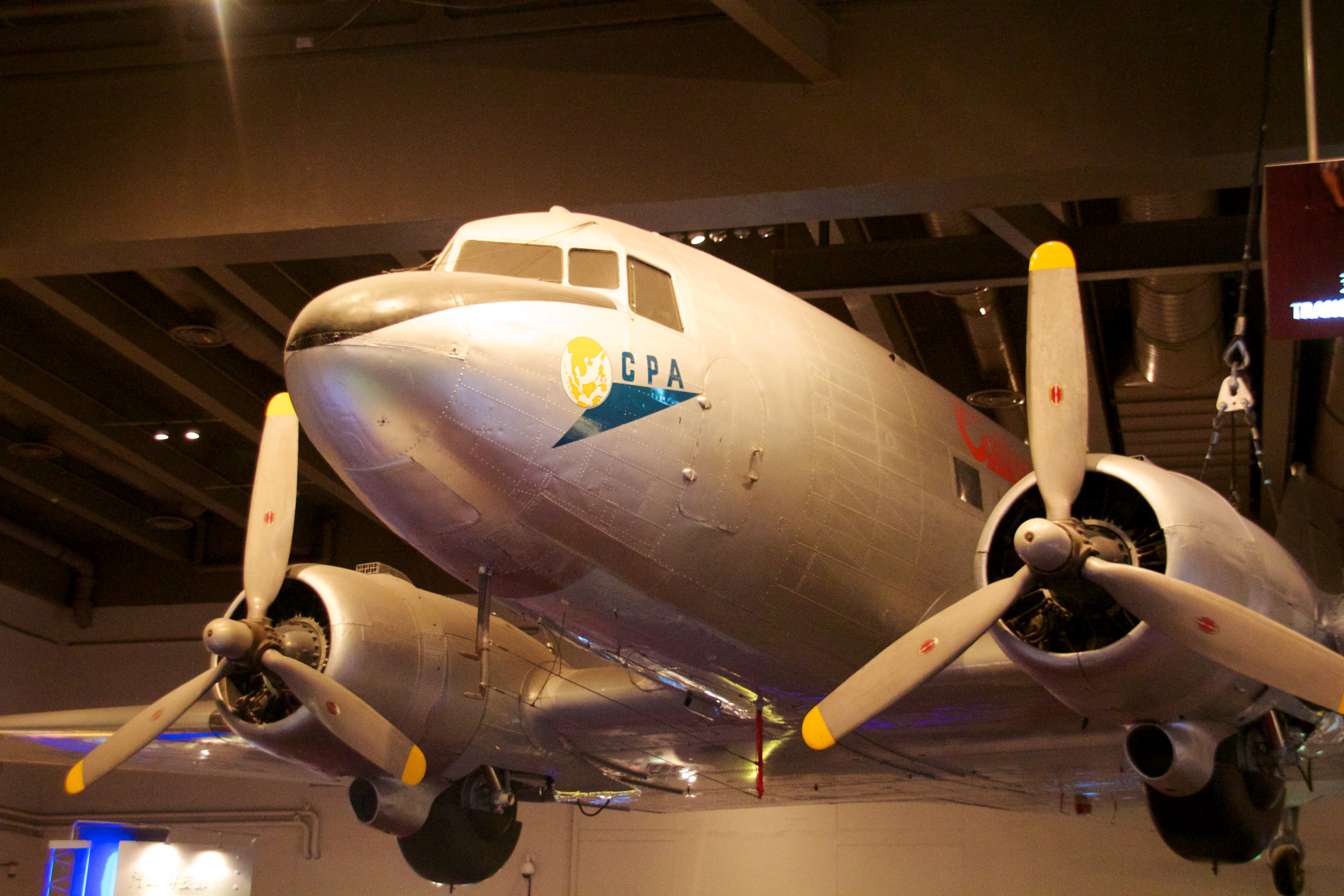
國泰航空於1946年開業時的首架飛機Betsy（VR-HDB），便是一架DC-3，現在於香港科學館展出

DC-3性能比之前的飛機更穩定，運作成本更低，維修保養容易。到了第二次世界大戰爆發，DC-3被盟軍徵召為軍機作戰，軍用的DC-3被稱為C-47。而作戰期間對運輸機需求大增，C-47被大量生產，曾擔任過的任務多不勝數，當中包括執行中國戰場的驼峰航线。C-47亦被視為盟軍取勝的功臣之一。
戰後，大量退役的C-47由軍轉民用，各中小航空公司皆引進這些DC-3以開拓業務及創業，這些以退役物資出售的二手C-47價廉物美，成為多個航空公司的旗艦機種。它亦執行戰後冷戰時期的人道任務，當中最著名的便是為解救柏林的柏林空運，可以說當時全球各地機場皆能找到DC-3的蹤影。

## 意外及事故
- 1946年3月17日，中华民国空军222号专机自北平经天津和青岛飞往上海。途中因目的地上海能见度不足改飞南京，随后坠毁于南京附近的岱山。机上包括中华民国情报首长戴笠在内13人（一说20人）全数死亡。
- 1946年4月8日，一架由重慶飛往延安編號為43-16360的C-47(DC-3衍生而成的軍用運輸機)因天氣原因迷失航向，墜毁在延安東北方向的黑茶山，機上18人無一倖免。
- 1947年1月12日，中國航空公司的一架DC-3（編號138）在一架載有3名机组成员和16名乘客的國內航班從廣州飛往重慶時墜毀，所有19名乘客無一倖免。
- 1947年1月26日，一架荷蘭皇家航空一架DC-3(編號PH-TCR)，由阿姆斯特丹經哥本哈根飛往斯德哥爾摩。機上22人在事故中全部遇難，其中包括瑞典王子古斯塔夫·阿道夫親王。
- 1957年3月17日，一架C-47(DC-3衍生而成的軍用運輸機)因金屬疲勞在菲律賓宿務島上墜毀。機上26人中25人喪生，其中包含時任菲律賓總統拉蒙·麥格塞塞
- 1960年11月5日，一架尼泊爾航空(編號9N-AAD)的DC-3在巴爾哈瓦機場起飛時墜毀並起火焚燒，4名機組人員全部死亡。
- 1962年8月1日，一架尼泊爾航空(編號9N-AAH)的DC-3由加德滿都飛往新德里途中，在Tulachan Dhuri附近與航空管制中心失去聯絡及墜毀，殘骸於8天後（8月9日）在一處海拔11,200呎高的山頂上被發現，6名乘客及4名機組人員全部罹難。
- 1969年1月2日，中華航空CI227班機，DC-3（編號B-309），由花蓮機場經臺東豐年機場飛往高雄國際機場，因機長未依航路飛行，且遭遇大武山區強烈風切及亂流，最終飛機撞毀於大武山上，機上24人無一生還，這亦是華航第一次失事。
- 1969年7月12日，一架尼泊爾航空(編號9N-AAP)的DC-3D在尼泊爾7,300呎上空，飛越一座被雲遮蓋的山脊時撞樹墜毀，31名乘客及4名機組人員無一生還。

## 類似機型
- 道格拉斯飛行器公司飛行器
  - AC-47
  - C-47
  - 道格拉斯DC-2
  - 里蘇諾夫Li-2
- 中島飛機飛行器
  - 零式運輸機